# 胡致和
胡致和（1508年—？），字順夫，號方石，山東濟南府德州平原縣人，民籍，明朝政治人物。

## 生平
嘉靖二十二年（1543年）癸卯科山東鄉試第六名舉人。嘉靖二十六年（1547年）中式丁未科會試第一百三十五名，登第三甲第二百零一名進士。吏部觀政，授户部主事。

## 家族
曾祖胡林；祖父胡鑑；父胡貫，母周氏。慈侍下。兄胡致中。子胡来琛。